# ストレンジャーズ 地獄からの訪問者
『ストレンジャーズ 地獄からの訪問者』（ストレンジャーズ じごくからのほうもんしゃ、The Strangers: Prey at Night）は2018年のアメリカ合衆国のホラー映画。監督はヨハネス・ロバーツ、出演はベイリー・マディソンとルイス・プルマンなど。本作は2008年に公開された映画『ストレンジャーズ/戦慄の訪問者』の続編である。

## ストーリー
とあるパーキングエリア。3人の殺人鬼（覆面の男、ドールフェイス、ピンナップガール）がどこからともなく現れた。ドールフェイスは駐車していたトラックの扉を叩いて運転手を目覚めさせ、飛び出てきたところを殺害した。その後、遺体を眠り続けている被害者の夫の隣に寝かせた。
マイクは妻のシンディ、息子のルーク、娘のキンジーを連れて叔父（マーヴィン）が所有するパーキングエリアに向かっていた。マイクは「キンジーが全寮制の学校に進学するので、会いにくくなる前に一度顔を見せておこう」と思ったのである。予定より遅く着きそうだったので、シンディはマーヴィンの留守電にメッセージを残した。エリアに到着した一行が一息ついていると、ドアをノックする音が聞こえた。シンディが応対に出ると、そこにはドールフェイスがいたのだが、覆面を付けていなかったために咄嗟に物陰に隠れてしまった。ドールフェイスはトレイラーを間違えたふりをして切り抜けた。一家がトランプで遊んでいると、癇癪持ちのキンジーがつむじを曲げてしまい、そのままトレイラーを飛び出した。シンディはキンジーを追いかけようとしたが見失ってしまったので、捜索をルークに任せることにした。キンジーを見つけたルークは2人でエリア内を探索することにした。探索中、2人はドアが大開きになっているトレイラーを発見した。不思議に思った2人が中を覗くと、そこにはマーヴィンとその妻の惨殺死体があった。
その頃、ドールフェイスはまたしてもマイクのトレイラーのドアをノックし、「タマラはいませんか」と訊いた。それを不気味に思ったマイクとシンディは子供2人を探しに出かけたが、2人は死体を見た恐怖でヒステリー状態に陥っていた。マイクはシンディとキンジーをトレイラーに帰らせ、ルークの案内で叔父の殺害現場へと向かった。トレイラーに辿り着いたシンディとキンジーは、携帯電話が何者かによって破壊されていることに気が付いた。ドールフェイスがトレイラーの中に隠れていたのである。シンディは自らを犠牲にしてキンジーを逃がした。息絶える寸前、シンディは最後の力を振り絞ってボイスメールを遺した。
マイクとルークはシンディのボイスメールを通して殺人鬼が自分たちをも狙っていることを知った。事実、覆面の男が2人を付けていた。慌ててトレイラーに帰った2人はシンディの死体を発見したが、キンジーがどこにいるのかは把握できずにいた。2人はミニバンに乗ってキンジーを探しに出た。殺人鬼の一人が走行中のミニバンに向かって物を投げたところ、それはフロントガラスに直撃した。驚いたマイクはハンドルを切り損ねてしまい、そのまま別のトレイラーに衝突してしまった。2人は意識を取り戻したが、マイクの体を鉄柱が貫いており動けない。やむなく、マイクはルークにキンジー探しを任せることにした。ルークがその場を離れた途端、覆面の男が姿を現わし、マイクをアイスピックで殺害した。
ルークとキンジーは大人の力を借りられない状態に陥ったが、3人の殺人鬼は容赦なく2人を追い詰めていくのだった。

## キャスト
※括弧内は日本語吹替
- シンディ: クリスティーナ・ヘンドリックス（今泉葉子）
- マイク: マーティン・ヘンダーソン（山本兼平）
- キンジー: ベイリー・マディソン（松本沙羅）
- ルーク: ルイス・プルマン（酒井広大）
- 覆面の男: ダミアン・マッフェイ（英語版）
- ドールフェイス: エマ・ベロミー（ふじたまみ）
- ピンナップガール: リア・エンスリン

## 製作

### 構想
2008年9月、ローグ・ピクチャーズは『ストレンジャーズ/戦慄の訪問者』の続編『The Strangers: Part Ⅱ』の製作を開始したと発表した。2010年4月、ローレン・ブリエトが監督に起用され、主演はリヴ・タイラーが続投すると報じられた。後日、レラティビティ・メディアが続編の企画をお蔵入りにしたとの報道があった。2011年1月、ローグ・ピクチャーズは続編の企画が再始動したことを認め、4月には主要撮影が始まると報じられた。企画を再始動するにあたって、ローグ・ピクチャーズは続編のプロットを発表した。それは「ある家族が貧困が原因で家を立ち退かざるを得なくなり、第1作に出てきた3人の殺人鬼から逃げ惑うことになる」というものであった。
リヴ・タイラーは続編が2014年に公開される予定だと述べていたが、それは実現しなかった。2015年1月、レラティビティ・メディアとGKフィルムズは続編を2016年12月2日に公開する予定だと報じられたが、後に公開予定日は白紙となった。
ヨハネス・ロバーツは『海底47m』のプロデューサー陣から本作の監督に就任することを打診され、熟慮の末に引き受けることを決めたのだという。

### キャスティング・撮影
2017年2月、ヨハネス・ロバーツが続編の監督に起用され、夏には主要撮影が始まると報じられた。5月、クリスティーナ・ヘンドリックス、ルイス・プルマン、ベイリー・マディソンがキャスト入りした。6月、本作の主要撮影がケンタッキー州のコビントンで始まった。

## 公開・興行収入
2017年11月16日、本作のティーザー・トレイラーが公開された。2018年1月5日、本作のオフィシャル・トレイラーが公開された。
本作は『グリンゴ/最強の悪運男』及び『リンクル・イン・タイム』、『ワイルド・ストーム』と同じ週に封切られ、公開初週末に700万ドル前後を稼ぎ出すと予想されていたが、実際の数字はそれを上回るものであった。2018年3月9日、本作は全米2464館で公開され、公開初週末に1040万ドルを稼ぎ出し、週末興行収入ランキング初登場3位となった。この数字は前作のオープニング興収（2099万ドル）の半分であった。
日本では2018年7月14日から8月24日まで新宿シネマカリテで開催された特集企画「カリコレ2018/カリテ・ファンタスティック! シネマコレクション2018」において『ストレンジャーズ 地獄からの訪問者』のタイトルで上映された。その後、2019年2月20日にDVDとBlu-rayが発売された。

## 評価
本作に対する批評家の評価は芳しいものではない。映画批評集積サイトのRotten Tomatoesには91件のレビューがあり、批評家支持率は35%、平均点は10点満点で4.9点となっている。サイト側による批評家の見解の要約は「『ストレンジャーズ 地獄からの訪問者』は続編を待ち望んでいた原作ファンには訴えるものがあるかもしれない。しかし、その薄っぺらいストーリーとホラー映画によくある表現の多用は恐怖を邪魔している。」となっている。また、Metacriticには25件のレビューがあり、加重平均値は48/100となっている。なお、本作のCinemaScoreはCとなっている。